# Mohafazah
O termo árabe محافظة‎, transliterado como mohafazah ou muhafazah (plural محافظات, transl. mohafazat ou muhafazat), é amplamente empregado em países árabes para referir uma subdivisão administrativa. Em português, o termo costuma ser traduzido como "província"; em inglês, costuma traduzir-se como governorate.
Os mohafazat constituem a divisão administrativa de primeiro nível dos seguintes países e territórios árabes:
| - Bareine; - Egito; - Iraque; - Jordânia; - Kuwait; |  | - Líbano; - Palestina; - Omã; - Síria; - Iêmen. |

O termo mohafazah também pode aplicar-se às divisões administrativas de segundo nível de alguns países, como no caso da Arábia Saudita, dividida em manatiq e subdividida em mohafazat.
Outros países árabes ou de influência árabe subdividem-se em vilaietes (árabe ولاية, transl.‎ wilayah), geralmente governados por um uáli ("governador"): Argélia, Marrocos, Mauritânia, Omã (regiões e mohafazat subdivididos em vilaietes), Quênia (províncias divididas em vilaietes), Sudão (geralmente traduzidos como "estados") e Tunísia. Em alguns casos, o termo árabe wilayah também pode ser traduzido em português como "província". 